# 大島親崇
大島 親崇（おおしま ちかたか、生年不詳 - 元和2年（1616年））は、戦国時代から安土桃山時代に伊勢国で活動した戦国武将。通称は新左衛門、法名は浄賢。阿波国を本拠とする三好氏の一族で三好長延の子。長島一向一揆に与した。妻は尾張国の三好吉房の妹で、吉房の妻の日秀は豊臣秀吉の姉なので、豊臣秀次は義理の甥にあたる。

## 略歴
父の三好長延が本願寺実如に帰依した縁で、伊勢国長島で一向宗の門徒として活動した。また大島を拠点としたため、名字を三好から大島に改めた。元亀元年（1570年）から天正2年1574年にかけて、長島一向一揆方の武将として活躍した。しかし、天正2年（1574年）、長島城が落城し、尾張国前ヶ須に退去した。
天正18年（1590年）、羽柴秀次が尾張並びに伊勢の一部の領主になると、親崇は長島に戻り、秀次の家臣となった。また、親崇は娘・お国を秀次の側室とし、関係を強化したが、1595年に、謀反画策の罪で秀次と側室である娘が処刑されると出家し、その後は勤行三昧の生活を送った。
元和2年（1616年）に死去した。